# Колапсуюча імперія
Колапсуюча імперія (англ. The Collapsing Empire) — це космічна опера, роман американського письменника Джона Скалці. Книга була опублікована видавництвом Tor Books 21 березня 2017 року. Це перший роман серії, яка повинна була складатися з двох книг, але тепер стала трилогією. Друга книга, «Вогонь знищення» (англ. The Consuming Fire), вийшла 16 жовтня 2018 року, а остання, «Останній імператор» (англ. The Last Emperox), — 14 квітня 2020 року.

## Сюжет
Інтерзалежність — це тисячолітня людська імперія, що складається з 48 зоряних систем, з’єднаних Потоком, мережею «струмів», що дозволяють переміщатися швидше за швидкість світла. Кожен струм односторонній і має точку входу та виходу. Не існує способу передавати інформацію швидше за Потік, а міжзоряні подорожі не є миттєвими — кораблі з поштою або пасажирами з Хабу, столиці імперії та системи з найбільшою кількістю з'єднань Потоку, прибувають до системи Край лише через дев'ять місяців. Однак ця мережа дозволяє підтримувати міжсистемну торгівлю життєзабезпечення. Як природне явище, Потік погано зрозумілий; Земля від'єдналася від мережі тисячі років тому, а цивілізація в іншій системі нещодавно зникла, коли її шлях раптово закрився.
Сімейні мегакорпорації контролюють усю міжзоряну торгівлю в меркантильній економіці Інтерзалежності; одна з них, Дім Ву, є королівською родиною. Торгові доми надзвичайно багаті завдяки державним монополіям і збору мита на «мілинах», точках входу та виходу з Потоку. Державна релігія, на чолі з Імператором, звеличує Інтерзалежність як божественно санкціоноване суспільство.
Граф Клермон, фізик із Краю, після десятиліть досліджень підрахував, що Потік незабаром розпадеться. Усі системи будуть ізольовані, жодна з них не є самодостатньою. Люди можуть жити на планетарній поверхні тільки в системі Край; в інших системах вони потребують космічних станцій або підземних поселень. Без Потоку суспільство в кожній системі, ймовірно, впаде. Граф відправляє свого сина Марса, також фізика, до Хабу, щоб попередити свого старого друга Імператора Аттавіо VI. Однак Імператор помер, і його непідготовлена дочка Карденія коронується як Грейленд II.
Рід Нохамапетанів хоче одружити спадкоємця з Карденією, щоб здобути владу. Вони вірять, що Потік зміниться, але не зникне, і що Край стане новим центром мережі. Цей рід таємно підтримує повстанців на Краї, щоб скинути герцога, сподіваючись прийти до влади та стати новою королівською родиною, коли мережа Потоку зміниться. Тисячі імперських військ відправляються на Край після терористичних бомбардувань у Хабі, нібито організованих змовниками з Краю, але насправді інсценованих самим родом.
Корабель Марса є останнім, який покидає Край перед закриттям його входу до Потоку; вихідна точка системи буде останньою, що закриється. Хоча план Нохамапетанів убити Карденію викрито, їхній родич на Краї підставляє графа Клермона за вбивство герцога Краю і стає новим герцогом. Роман закінчується тим, що Марс і Карденія вірять, що вони мають попередити всі системи про розпад і необхідність евакуювати людей до Краю. Інші дворяни та бюрократи скептично ставляться до майбутнього розвалу їхньої цивілізації, а Нохамапетан контролює вихід Потоку та імперські війська на Краї.

## Відгуки
Оглядач «Ars Technica» отримав задоволення від космічної опери Скальці й підсумував історію як "мисленнєвий експеримент про занепад цивілізації".
Станом на 2017 рік телевізійні права на роман були придбані компанією Working Title Television.
Роман здобув премію Locus за найкращий науково-фантастичний роман у 2018 році та був фіналістом премії Г'юго за найкращий роман того ж року.